# 히가시쿠니 도시코
히가시쿠니 도시코(일본어: 東久邇 聡子, 1896년 5월 11일~1978년 3월 5일)는 일본의 구황족이다. 메이지 천황의 딸이며, 히가시쿠니노미야 나루히코 왕의 부인이다. 혼인 전의 이름은 야스노미야 도시코 내친왕(일본어: 泰宮聡子内親王), 혼인 후 평민 신분이 되기 전까지의 이름은 나루히코 왕비 도시코 내친왕(일본어: 稔彦王妃聡子内親王)이다.

## 생애
1896년(메이지 29년) 5월 11일 메이지 천황과 후궁 소노 사치코의 딸로 태어났으며, 메이지 천황에게는 9번째 딸이다. 1915년(다이쇼 4년) 황족 히가시쿠니노미야 나루히코 왕과 혼인하고 훈1등 보관장을 수여받았다. 나루히코 왕이 육군 중장이 되었을 때 도시코는 육해군장교부인회의 회장을 지냈다. 이후 나루히코는 내각총리대신을 지내기도 했으나, 1947년(쇼와 22년) 대규모의 신적강하가 이루어질 때 평민의 신분이 되었다. 이때 도시코 역시 평민이 되었으며, 이름도 히가시쿠니 도시코로 바뀌었다.
평민이 된 이후에는 남편의 사업 실패 등으로 많은 고생을 한 것으로 알려져 있다. 1978년(쇼와 53년) 3월 5일 향년 83세(만 81세)를 일기로 사망하였다.

## 가족 관계
- 아버지: 제122대 메이지 천황(明治天皇, 1852~1912, 재위:1867~1912)
- 어머니: 소노 사치코(園祥子, 1867~1947)
- 시아버지: 구니노미야 아사히코 친왕(久邇宮朝彦親王, 1824~1891)
  - 남편: 히가시쿠니 나루히코(東久邇稔彦, 1887~1990)
    - 장남: 히가시쿠니 모리히로(東久邇盛厚, 1917~1969)
    - 차남: 모로마사 왕(師正王, 1918~1923)
    - 3남: 아와타 아키쓰네(粟田彰常, 1920~2006)
    - 4남: 다라마 도시히코(多羅間俊彦, 1929~2015[4])[주 1][5]

## 사진

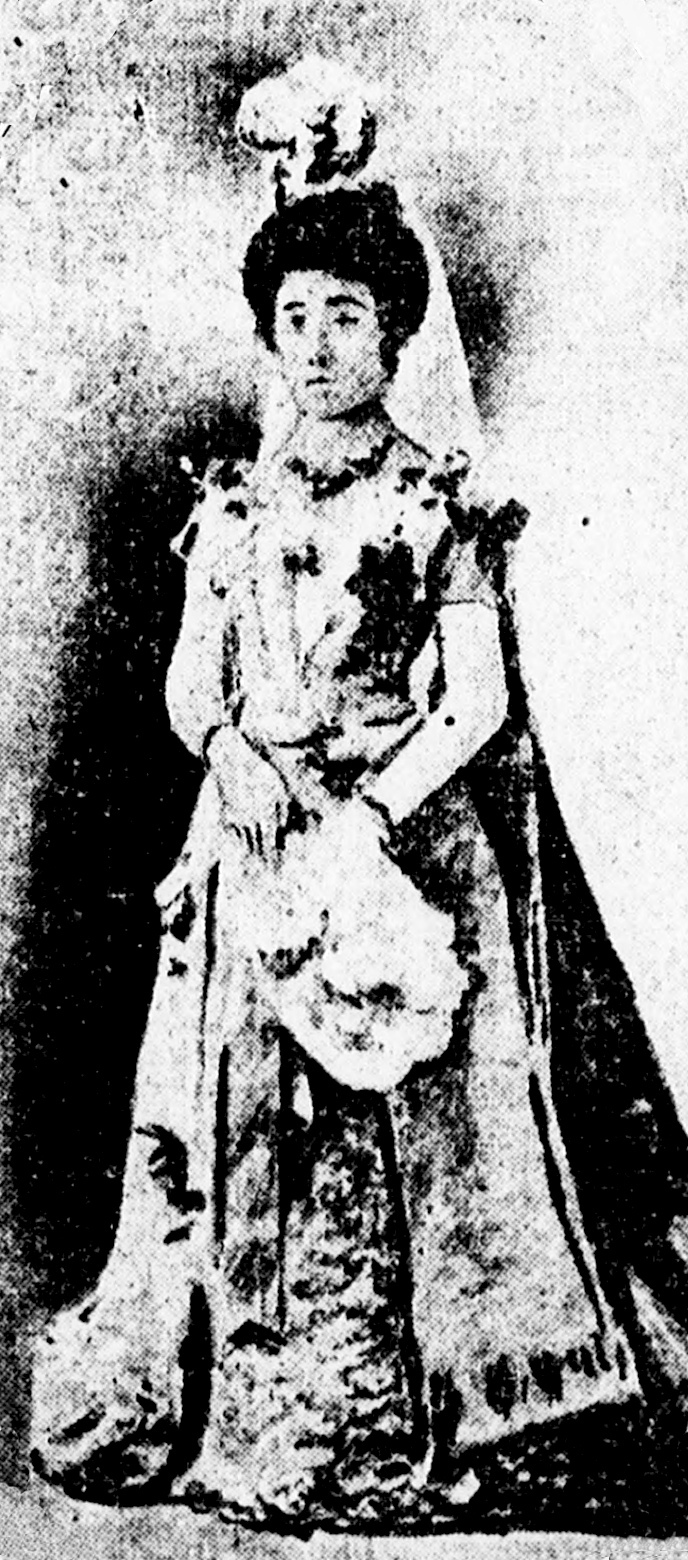
도시코 내친왕(1904년)
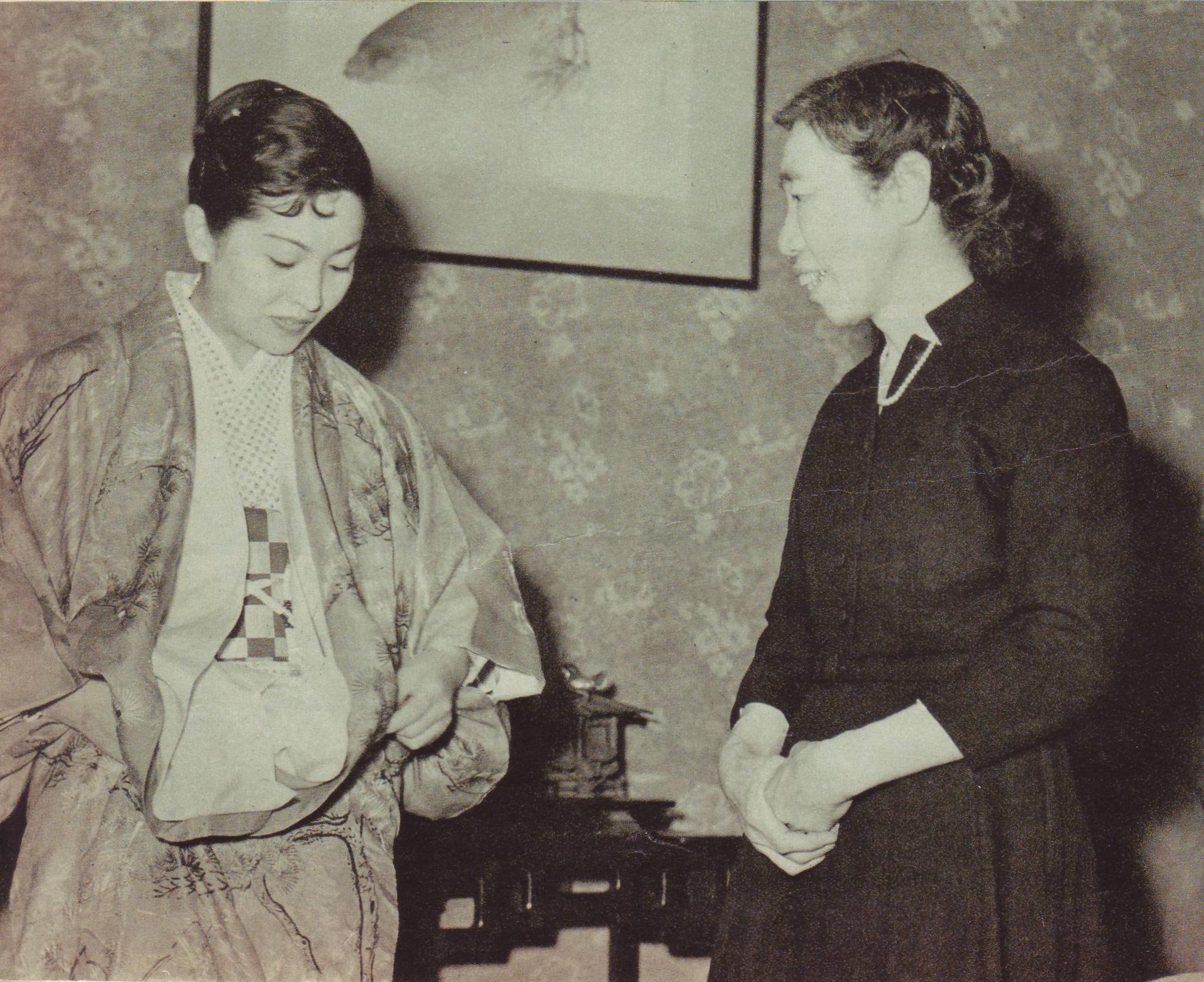
도시코(우)와 배우 다카쿠라 미유키(좌, 1957년)